# W21CA
W21CA（だぶりゅーにーいちしーえー）および、W21CA II（だぶりゅーにーいちしーえーつー）は、カシオ計算機およびカシオ日立モバイルコミュニケーションズ（現・日本電気）が開発した、KDDIおよび沖縄セルラー電話の各auブランドのCDMA 1X WINの携帯電話である。

## 特徴
カシオ製端末としては初のCDMA 1X WIN端末である本機種は、携帯電話として初の「ワイドQVGA液晶」（2.6インチ）を搭載している。これは、従来のQVGA（240×320ドット）よりも縦に約1.25倍大きい240×400ドットの解像度を持つもので、縦横比（アスペクト比）はワイドテレビの16:9に近い5：3となる。これに合わせて、同社初の回転2軸ヒンジ構造を採用している。本機種で採用されたこれらの「ワイドQVGA液晶+回転2軸ヒンジ」という構造は、同社の後継機種であるW31CA、W41CA、W51CAへと引き継がれていくこととなる。また、新たにPCサイトが閲覧できるフルブラウザ（「PCサイトビューアー」、PCSV）としてBREWアプリ「Opera」を搭載し、着うたフルにも対応した。
本機種は2004年12月に発売され、2005年4月にはマイナーチェンジバージョン(CDMA 1X WIN端末では初)の「W21CA II」も発売された。これについても本記事で後述する。

## 沿革
W21CA
- 2004年（平成16年）10月13日 KDDI、およびカシオ計算機から公式発表。
- 2004年12月17日 北陸地方で発売。
- 2004年12月18日 北海道・東北・関東・中部・関西・中国・四国・九州・沖縄地方で発売。
- 2005年（平成17年）5月 販売終了。

W21CA II
- 2005年4月8日 KDDI、およびカシオ計算機から公式発表。
- 2005年4月26日 北陸・沖縄地方で発売。
- 2005年4月27日 関西・中国・四国・九州地方で発売。
- 2005年4月28日 北海道・東北・関東・中部地方で発売。
- 2005年8月 販売終了。

## 対応サービス
- PCサイトビューアー
- EZ「着うたフル」- プリセットコンテンツとしてORANGE RANGEの「花（short size）」が搭載されている。
- EZ「着うた」
- EZアプリ (BREW)
- EZ待ちうた
- EZナビウォーク
- EZブック
- バーコードリーダー(QRコード対応)
- ムービーメール(S/M/L)
- EZムービー(S/M/L/LL/QVGA)

## W21CA IIでの変更点

### カラー
- 本体色の変更（前述）
- 付属のイヤホンの色がホワイトに変更

### ハードウェア
- 本体の長さが102mmから103mmに変更
- 本体の質量が140gから143gに変更
- 連続待受時間が220時間から240時間に変更

### ソフトウェア・サービス
- メニューアイコンの変更
- 壁紙の変更
- EZ Game Street!アプリの搭載
- バーコードリーダーアプリのバージョンアップ